# أبريل 2005
أبريل 2005 هو الشهر الرابع من عام 2005. بدأ الشهر يوم الجمعة، وانتهى يوم السبت بعد 30 يومًا.

## بوابة:أحداث جارية
|  |  |